# Saint-Jean-de-la-Blaquière
Saint-Jean-de-la-Blaquière är en kommun i departementet Hérault i regionen Occitanien i södra Frankrike. Kommunen ligger i kantonen Lodève som tillhör arrondissementet Lodève. År 2022 hade Saint-Jean-de-la-Blaquière 695 invånare.

## Befolkningsutveckling
Antalet invånare i kommunen Saint-Jean-de-la-Blaquière
Referens:INSEE